# Episodi di Harper's Island
La prima stagione della serie televisiva Harper's Island è stata trasmessa in prima visione in Stati Uniti e Canada dal 9 aprile 2009 al 9 luglio 2009. Per gli Stati Uniti la rete televisiva è stata la CBS mentre per il Canada Global. I primi tre episodi sono stati trasmessi in contemporanea negli Stati Uniti e in Canada. A partire dal quarto episodio, la prima visione canadese ha preceduto di due giorni quella statunitense.
In Italia la serie è stata trasmessa dal 6 settembre al 18 ottobre 2009 ogni domenica sera alle 21:45, dopo NCIS su Rai 2 e a partire da martedì 27 ottobre 2009 alle ore 22:35, dopo Criminal Minds.
I titoli originali sono tutte parole onomatopeiche, riferite ai rumori collegati all'omicidio più importante avvenuto nell'episodio.
| nº | Titolo originale      | Titolo italiano       | Prima TV USA   | Prima TV Italia   |
| -- | --------------------- | --------------------- | -------------- | ----------------- |
| 1  | Whap                  | Whap                  | 9 aprile 2009  | 6 settembre 2009  |
| 2  | Crackle               | Crackle               | 16 aprile 2009 | 6 settembre 2009  |
| 3  | Ka-Blam               | Ka-Blam               | 23 aprile 2009 | 13 settembre 2009 |
| 4  | Bang                  | Bang                  | 30 aprile 2009 | 20 settembre 2009 |
| 5  | Thwack                | Thwack                | 7 maggio 2009  | 27 settembre 2009 |
| 6  | Sploosh               | Sploosh               | 21 maggio 2009 | 4 ottobre 2009    |
| 7  | Thrack, Splat, Sizzle | Thrack, Splat, Sizzle | 28 maggio 2009 | 11 ottobre 2009   |
| 8  | Gurgle                | Gurgle                | 4 giugno 2009  | 18 ottobre 2009   |
| 9  | Seep                  | Seep                  | 11 giugno 2009 | 27 ottobre 2009   |
| 10 | Snap                  | Snap                  | 18 giugno 2009 | 3 novembre 2009   |
| 11 | Splash                | Splash                | 25 giugno 2009 | 10 novembre 2009  |
| 12 | Gasp                  | Gasp                  | 9 luglio 2009  | 10 novembre 2009  |
| 13 | Sigh                  | Sigh                  | 9 luglio 2009  | 10 novembre 2009  |

## Whap
- Titolo originale: Whap
- Diretto da: Jon Turteltaub
- Scritto da: Ari Schlossberg

### Trama
Un gruppo di amici e familiari si reca in un'isola, Harper's Island, poco lontano dalla costa di Seattle per il matrimonio di Trish Wellington, secondogenita del milionario Thomas, con Henry Dunn, un ragazzo del luogo orfano dei genitori cresciuto con lo zio Marty.
L'isola però, oltre ad essere bella e pittoresca, è stata teatro di una brutale serie di omicidi compiuti dal serial killer John Wakefield sette anni prima. Abby Mills, la migliore amica dello sposo, ritorna sull'isola per la prima volta dopo sette anni, essendosi trasferita a Los Angeles dopo l'omicidio della madre avvenuto proprio ad opera di Wakefield.
La barca che porterà tutta la brigata all'isola, dove il Candlewick Inn è riservato soltanto a loro, è pronta a partire dal molo di Seattle. Solo il cugino Ben manca all'appello, ma trattandosi di un tipo originale nessuno se ne preoccupa. Nessuno però sa che il suo corpo è legato sotto la chiglia della barca e che proprio le eliche in movimento lo decapiteranno.
Abby ritrova Jimmy, il ragazzo che abbandonò lasciando l'isola, e passa di nuovo davanti all'albero a cui Wakefield appese le proprie vittime.
Quando i preparativi per il matrimonio cominciano, si conoscono alcuni degli invitati: i fidanzati Cal e Chloe; Shea, sorella di Trish con il marito Richard e la figlia Madison, l'unica bambina del gruppo; l'inquietante J.D., fratello di Henry; Thomas Wellington e la seconda moglie Katherine, molto più giovane di lui.
Abby riceve una telefonata anonima durante la quale si sente soltanto, in sottofondo, l'Ave Maria di Schubert. Durante la serata si reca al pub Cannery per recuperare J.D., ma questi viene coinvolto in una rissa da Shane, un bullo del luogo: a sedare la rissa interviene lo sceriffo, padre di Abby.
Cal e Chloe fanno un bagno notturno e l'anello di fidanzamento che il ragazzo teneva nella tasca dei pantaloni si perde nelle acque.
Le amicizie vengono messe alla prova e rivelati alcuni segreti: Trish riceve una chiamata da Hunter Jennings, un ragazzo con cui aveva avuto una sbandata al college, e poi un messaggio in cui le chiede di vederla. Trish lo incontra e accetta di rivederlo l'indomani, e si confida con la sorella. Ben presto però si scoprirà che Hunter ha ricevuto del denaro da Thomas Wellington per far saltare il matrimonio di Trish con Henry, che l'uomo giudica inadatto a sua figlia. Lo zio Marty, scoperta la cosa, affronta Wellington intimandogli di abbandonare il suo piano ma, mentre ritorna verso l'albergo cade in una trappola e viene squartato da un misterioso assassino.
VITTIME: Ben Wellington, Marty Dunn.

Whap: Il rumore dell'arma che taglia in due lo zio Marty.

## Crackle
- Titolo originale: Crackle
- Diretto da: Stanford Bookstaver
- Scritto da: Jeffrey Bell

### Trama
La festa ha finalmente inizio. Dopo aver rivisto suo padre, col quale aveva tagliato ogni rapporto, Abby incontra Kelly Seaver, una sua amica d'infanzia la cui madre era anch'essa tra le vittime di Wakefield. Le due ragazze parlano a lungo di quanto era accaduto ed Abby acconsente a realizzare il sogno di Kelly: potrà trasferirsi da lei a Los Angeles, lasciando l'isola e i suoi terribili ricordi.
Il reverendo Fain, che ha ripulito la chiesa per il prossimo matrimonio, passeggia nel bosco e finisce in una trappola, venendo ucciso.
Tornano a galla dei vecchi rancori fra J.D., il fratello di Henry, e Shane Pierce, un burbero amico di Jimmy. Henry scopre che Hunter Jennings, l'ex-fidanzato di Trish, è sull'isola. Durante una caccia al tesoro organizzata per gli ospiti, Cal cade in una trappola e finisce appeso a testa in giù. Quella sera, durante un barbecue sulla spiaggia, Sully si ricorda "improvvisamente" (in realtà fingeva di non ricordarlo, allo scopo di sedurre Chloe) di aver lasciato Cal appeso.
Kelly, fuori di sé dalla gioia all'idea di trasferirsi a Los Angeles da Abby, trascorre un pomeriggio di sesso sfrenato con J.D. La sera, quando un'amica va a casa sua per convincerla ad andare alla festa, la trova impiccata ad una trave del soffitto.
Lucy Daramour viene fatta cadere in una buca in cui l'assassino versa della benzina e appicca il fuoco.
VITTIME: Reverendo Fain, Kelly Seaver, Lucy Daramour.

Crackle: Il fruscio delle foglie che coprono la buca nella quale cade Lucy.

## Ka-Blam
- Titolo originale: Ka-Blam
- Diretto da: Stanford Bookstaver
- Scritto da: Jeffrey Bell

### Trama
Henry si reca al motel in cui alloggia Hunter, ma preferisce non affrontarlo. Lì scopre una serie di spese di viaggio sostenute da Thomas Wellington per Hunter e capisce che questi è sull'isola proprio su richiesta del milionario. Attende la ragazza in una stanza al posto di Hunter ma Trish non lo raggiunge.
Per vendicarsi dello scherzo della sera prima, Cal e tende una trappola a Sully con l'aiuto di Chloe: quest'ultima lo invita ad un massaggio rilassante e quando Sully è cosparso di miele aromatico, entra Cal che lo ricopre di piume, mettendolo in ridicolo con tutti gli altri. E alla sera, al pub, gli ripete le stesse parole con cui Sully si era scusato per averlo lasciato appeso all'albero: "Scusami, amico. Sono stato un irresponsabile... ti devo una birra".
Si scopre inoltre che Katherine Wellington ha una relazione con Richard, il marito di Shea.
Abby e Shane non sono convinti che Kelly si sia suicidata, ma lo sceriffo Mills fa di tutto per farli desistere. Shane investe e sequestra J.D., credendo che abbia ucciso lui la ragazza.
Hunter incontra Thomas Wellington e gli chiede 50 000 dollari per andarsene definitivamente, altrimenti rivelerà alla ragazza che è stato il padre a contattarlo per far fallire le nozze. Henry intanto, prima del discorso su Thomas Wellington, dice a quest'ultimo che sa tutto su Hunter, che non dirà niente a Trish e che la sposerà, con o senza la sua approvazione. Successivamente Hunter riceve l'assegno pattuito e si allontana a bordo di una barca su cui scopre esserci la borsa (che nel primo episodio si è visto appartenere a zio Marty) contenente 250 000 dollari in contanti e una pistola. Giunto al largo, il motore si blocca: aprendo il pannello per farlo ripartire, Hunter aziona un congegno che gli esplode addosso una fucilata. Nel finale, lo sceriffo Mills riceve una chiamata dal dottore, informandogli che Kelly, dopo essere stata impiccata, negli occhi aveva dell'inchiostro. Nell'appartamento di Kelly, lo sceriffo trova un articolo di giornale su John Wakefield, una sua foto con gli occhi intrisi di rosso, e una scritta a inchiostro che dice: "Hai trovato lei, ora trova me".
VITTIME: Hunter Jennings

Ka-Blam: Lo sparo che colpisce Hunter Jennings in pieno volto.

## Bang
- Titolo originale: Bang
- Diretto da: Lindsay Sturman
- Scritto da: Guy Bee

### Trama
Fervono i preparativi per l'addio al nubilato di Trish: Shea ingaggia Karena Fox, una sensitiva dell'isola, perché intrattenga le invitate con la lettura delle carte ed altre predizioni del futuro. Nel frattempo, Henry deve affrontare due gravi problemi: Trish ha scoperto la relazione fra Katherine e Richard, mentre i suoi amici hanno ritrovato il cadavere di Hunter in alto mare, assieme ad un'enorme somma di denaro. I ragazzi decidono infine di sbarazzarsi dei soldi, ma Malcolm, che ne avrebbe bisogno per lanciare la sua birra sul mercato, cerca di farli desistere; il sorteggio decide che sarà Booth a nascondere il denaro fino a dopo il matrimonio.
Durante la festa di Trish, Karena le rivela che presto verrà salvata da qualcuno che ha tradito la sua fiducia; la premonizione si avvera poco dopo, quando Richard la salva all'ultimo momento dall'annegamento nella piscina dell'hotel: qualcuno ha azionato il meccanismo di copertura mentre Trish era in acqua. Malcolm pedina Booth per scoprire dove ha intenzione di nascondere i soldi. Quando i due si incontrano, a Booth parte accidentalmente un colpo di pistola che lo ferisce ad una gamba: nonostante i tentativi di Malcolm, il ragazzo muore dissanguato e Malcolm lo seppellisce nel bosco allontanandosi col denaro.
VITTIME: Joel Booth (morte accidentale)

Bang: Lo sparo accidentale che causa la morte di Booth.

## Thwack
- Titolo originale: Thwack
- Diretto da: Craig R. Baxley
- Scritto da: Ari Schlossberg

### Trama
Henry si rende conto che i preparativi del matrimonio stanno stancando troppo Trish e le consiglia di prendersi la mattinata libera per distrarsi e rilassarsi. La ragazza decide allora di fare un giro in bicicletta con il padre, per riuscire a stare un po' insieme a lui. Lungo la strada però vengono travolti da un tronco d'albero e rotolano lungo il pendio. Fortunatamente loro non riportano ferite gravi, ma il cellulare si rompe e le biciclette vengono abbandonate nel bosco perché non utilizzabili. Mentre rientrano lentamente verso casa avvistano in lontananza un uomo con un cane lupo. Sperando possa aiutarli cercano di spiegargli la situazione, gridando per farsi sentire. In risposta, l'uomo aizza contro di loro il cane senza emettere una parola e i due sono costretti a nascondersi in un cassone abbandonato. Dopo qualche tempo il signor Wellington esce a controllare la situazione e viene aggredito dal cane lupo, riuscendo però ad ucciderlo. Trish e il padre riescono a rientrare a casa ma la ragazza gli rivela il tradimento della matrigna. Il signor Wellington, dopo un primo attimo di smarrimento, la prega di mantenere il segreto fino al giorno del matrimonio, non vuole che questo le rovini le nozze.
Entrato in chiesa per parlare con il sacerdote Henry, scopre la carogna di un procione sull'altare, quasi fosse un sacrificio. Preoccupato che Trish possa rientrare e trovare questa sorpresa, inizia immediatamente a ripulire e vede a terra, proprio accanto all'altare, un petardo. Sospetta quindi che lo scherzo sia opera del fratello, dal momento che la mattina lo ha visto lanciare petardi con Madison. In seguito, durante un diverbio, J.D. gli rivela che in chiesa c'è un'ultima sorpresa ad attenderlo.
Durante le prove del matrimonio viene notata l'assenza di Booth e gli amici, per non far preoccupare ulteriormente gli sposi, dicono che il ragazzo è dovuto rientrare a casa perché la madre stava male. Nel frattempo, lo sceriffo rinviene in uno stagno i pezzi del cadavere del reverendo Fain e cerca di contattare Abby, che si è unita agli altri per le prove, ma senza successo.
Durante le prove, Thomas Wellington deve accendere la candela dell'unione e per questo Maggie chiede ad Abby di spegnere il lampadario: appena preme l'interruttore, dal lampadario scende una vanga da balena che piomba sulla testa di Wellington massacrandolo.
VITTIME: Thomas Wellington

Thwack: Il rumore della vanga da balena che, cadendo dal lampadario, si conficca nel cranio di Thomas Wellington.

## Sploosh
- Titolo originale: Sploosh
- Diretto da: James Whitmore Jr.
- Scritto da: Robert Levine

### Trama
Dopo la tragica morte del padre di Trish, i presenti vengono invitati a rientrare in albergo e lì interrogati dallo sceriffo uno alla volta. I principali sospettati sono Katherine e Richard: Trish, in un moto d'ira, rivela come la matrigna e il cognato abbiano una relazione e quindi sarebbero i primi a beneficiare della morte di Thomas Wellington. La sorella Shea rimane sconvolta da questa rivelazione e prende atto di come il suo matrimonio, che considerava perfetto, sia finito.
Richard interrogato dallo sceriffo sostiene la sua innocenza. Katherine, cedendo alle pressioni di Trish mostra allo sceriffo una serie di vecchi giornali che ha trovato nella valigetta dell'amante: riportano tutti notizie relative agli omicidi di Wakefield. Richard però aveva affermato, durante l'interrogatorio, di sapere poco o nulla dell'assassino. Lo sceriffo interroga la piccola Madison per cercare di confermare o meno l'alibi di Richard, il quale sostiene di aver passato con la figlia l'intera mattina. La bambina conferma tutto, ma poco dopo rivela alla madre e alla zia di aver mentito allo sceriffo secondo le indicazioni del padre.
Intanto Cal, che si erano allontanato con Chloe per fare un giro in barca, ritrova l'anello che era andato perduto quando Chloe aveva lasciato cadere in mare i suoi pantaloni: entrando in un bar lo vede al dito di un'altra donna. La barista gli spiega che i festeggiamenti a cui stanno assistendo sono appunto dovuti alla proposta di matrimonio che la donna ha appena ricevuto: il suo eterno fidanzato, mentre passeggiava con lei sulla spiaggia, l'ha trovato fra la sabbia e ritenendolo un segno del destino gliel'ha subito offerto chiedendola in sposa. Il ragazzo prova a farselo restituire, ma senza successo. Si vede quindi costretto a raccontare tutto a Chloe, che decidere di riprendersi ciò che le spetta di diritto. Inscenando la parte della ragazza sedotta e abbandonata, si presenta davanti al futuro sposo e gli comunica che aspetta un figlio da lui. La futura sposa, ad una dichiarazione del genere, furiosa, si leva l'anello e lo lancia in mezzo alla stanza, dove Cal lo recupera. La sera Chloe attende fiduciosa la proposta, ma Cal le dice che ci vuole pensare ancora un po' e la convince ad aspettare dicendole che chiederla in sposa proprio oggi non sarebbe un bel gesto nei confronti di Trish, vista la recente perdita.
Henry è convinto che l'omicidio del signor Wellington sia opera del fratello J.D. e inizia a cercalor. Intanto J.D. convince Abby a seguirlo nel bosco dove ha scoperto un cadavere appeso ad un albero. Le dice che lei è l'unica di cui si fidi e non voleva scoprire l'identità del cadavere da solo. Si tratta del corpo dello zio Marty, tagliato in due. A quel punto Abby decide di mostrare ad Henry e J.D. quello che ha trovato nella soffitta di casa sua: sono anni che il padre raccoglie articoli di giornale, foto e tutta la documentazione che trova riguardo ad una serie di omicidi avvenuti in paesi diversi, ma tutti simili a quelli di sette anni prima sull'isola. J.D. è convinto che lo sceriffo non abbia davvero ucciso Wakefield e cerca di convincere Abby e Henry a riesumarne il cadavere. I ragazzi lo propongono allo sceriffo, che non ne vuole sapere e chiude J.D. nella dispensa, in attesa di arrestarlo. Proprio in seguito a questo gesto Abby e Henry decidono di seguire il consiglio di J.D. e si recano nel bosco. È notte quando trovano la cassa e alla luce della lanterna dello sceriffo, che li ha raggiunti, scoperchiano la bara: dentro si trova effettivamente un corpo e finalmente la ragazza si convince che il padre le sta dicendo la verità. Lo sceriffo spiega ai ragazzi che sono anni che raccoglie materiale su quello che lui ritiene un emulatore di Wakefield. Si viene a sapere che l'arma con il quale è stato ucciso il signor Wellington è una vanga da balena, probabilmente la stessa che risultava scomparsa quando gli amici hanno organizzato la caccia al tesoro.
Nel frattempo, viene ucciso Richard Allen: è al telefono con il proprio avvocato quando una fiocina lo trafigge, trapassandogli il torace per poi trascinarlo via. J.D., liberato in precedenza da Madison, osserva la scena nascosto tra gli alberi e poi si allontana correndo verso una baracca nel bosco. Lì bussa e viene accolto dall'uomo sfregiato in volto.
VITTIME: Richard Allen

Sploosh: Il sibilo dell'arpione sparato contro Richard Allen.

## Thrack, Splat, Sizzle
- Titolo originale: Thrack, Splat, Sizzle
- Diretto da: Rick Bota
- Scritto da: Tyler Bensinger

### Trama
Visti i recenti omicidi il matrimonio non verrà celebrato e gli invitati sono in attesa di una barca che li riporti sulla terraferma. Malcolm è preoccupato perché non sa come portar via i soldi e alla fine sceglie di metterli in uno zainetto. Mentre sta per uscire dalla sua stanza arrivano Danny e Sully che, accusandolo di aver rubato la bambola gonfiabile, decidono di ispezionare il suo zainetto. Malcolm non riesce a impedirlo e alla scoperta dei soldi è costretto a raccontar loro quanto è successo. I due ragazzi comunicano a Malcolm che andranno a raccontare tutto allo sceriffo.
Lo sceriffo e Henry scoprono il cellulare dello zio Marty nella camera di J.D. e si convincono che il ragazzo sia l'assassino. A questo punto Henry si trova costretto a rivelare a Trish i suoi sospetti e la ragazza, ancor più sconvolta, decide di annullare il matrimonio invece che di rimandarlo. Abby, preoccupata per il loro futuro, le racconta che per affrontare la morte della madre lei aveva scelto di andare a parlarle un'ultima volta prima che venisse sepolta. Trish decide di fare lo stesso con il padre.
Nell'episodio si viene a conoscenza di alcuni fatti avvenuti sette anni prima: Abby aveva programmato di andare in campeggio con Jimmy, ma poco dopo essere partiti scoppia un incendio al porto. Giunti sul posto trovano il padre di Abby insieme a Henry, impegnati ad assistere il vicesceriffo rimasto ferito durante l'incendio. I due ragazzi, sconvolti, chiedono spiegazioni, ma lo sceriffo manda a casa la figlia, ordinandole di chiudersi dentro insieme a sua madre Sarah. Abby si affretta ma una volta arrivata trova la casa vuota. Decide di cercare la madre ed è così che la scopre appesa ad un albero, insieme agli altri cadaveri. Wakefield è ancora nei paraggi e per poco non la scopre, nascosta tra i cespugli: è l'arrivo di Jimmy a creare un diversivo e permetterle di scappare.
Lo sceriffo ed Henry riescono a catturare J.D., che continua a sostenere la sua innocenza. Abby intanto è tornata nella sua vecchia casa e lì viene avvicinata dall'uomo sfregiato in volto, che si è scoperto essere Cole Harkin, l'ex vicesceriffo rimasto coinvolto nell'incendio. L'uomo afferma che l'arrivo di Wakefield sull'isola non è casuale, ma legato proprio allo sceriffo. La ragazza, confusa, affronta il padre e gli chiede spiegazioni. L'uomo le rivela che John Wakefield era l'ex fidanzato di sua madre Sarah e quando venne sull'isola per la prima volta a cercarla, lui ordinò ai suoi uomini di dargli una lezione. Per questo motivo ritornò una seconda volta e diede inizio alla sua serie di omicidi.
Malcolm decide di liberarsi dei soldi bruciandoli nell'inceneritore, ma viene raggiunto e ucciso dal killer. Nel frattempo, Madison riceve un biglietto che crede sia stato scritto da suo padre, e seguendone le istruzioni si reca in una stanza cadendo nella trappola.
VITTIME: Malcolm Ross

Thrack, Splat, Sizzle: Il rumore dell'arma che colpisce Malcolm Ross, il sangue che schizza e il sibilo della mano di Malcolm che si ustiona a contatto con l'inceneritore.

## Gurgle
- Titolo originale: Gurgle
- Diretto da: Rick Bota
- Scritto da: Tyler Bensinger

### Trama
Gli abitanti di Harper's Island si preparano ad evacuare l'isola, ma la scomparsa di Madison costringe gli invitati a ritardare la loro partenza. Durante le ricerche, gli ospiti trovano i resti inceneriti di Malcolm nella fornace - Cal assicura però che il teschio trovato non può essere quello di Madison - e il corpo di Richard legato ad un albero e trafitto dall'arpione. Subito dopo questo macabro ritrovamento, Abby riceve una telefonata da Madison: se qualcuno degli invitati lascerà l'isola, la bambina morirà. Immediatamente dopo tutte le comunicazioni si bloccano, i telefoni restano muti, i cellulari senza campo.
J.D. viene rinchiuso in prigione di fianco alla cella di Shane, ma riesce ad evadere quando l'assassino penetra nella stazione di polizia e spara al poliziotto di guardia. Nel frattempo, lo sceriffo si mette sulle tracce di Cole Harkin, ma rimane ferito da una trappola nel bosco e viene tratto in salvo proprio dal suo vice, che sostiene di aver trovato il diario scritto da Wakefield mentre si trovava in prigione. Quando Abby e Jimmy riescono a raggiungerli, però, la situazione precipita: Harkin viene ucciso e lo sceriffo rischia di rimanere coinvolto nell'incendio della sua baracca. I due ragazzi riescono a salvarlo in extremis, e Abby riesce a recuperare il diario.
Mentre gli ospiti del Candlewick cercano di far fronte al black-out dell'hotel riavviando il generatore, si scopre che Cal, Chloe, Sully e Beth hanno deciso di lasciare l'isola comunque. Giunti al porto, Cal decide di non voler partire mettendo a repentaglio la vita della bambina, e tutti gli altri cambiano idea; mentre rientrano, vedono J.D. che cerca di nascondersi. Il gruppo si divide nuovamente per mettersi sulle tracce del sospettato. Ma quando Abby riesce a trovarlo, è troppo tardi. J.D., ferito mortalmente, riesce solo a dirle che gli omicidi stanno avvenendo proprio per colpa sua. Dopo che J.D muore, Abby viene trovata da Henry.
VITTIME: Vicesceriffo Garrett, Cole Harkin, J.D. Dunn

Gurgle: Il lamento di J.D. Dunn prima di morire per sventramento.

## Seep
- Titolo originale: Seep
- Diretto da: Craig Baxley
- Scritto da: Nichelle Tramble Spellman

### Trama
Henry e Jimmy trasportano il corpo di J.D. all'ambulatorio, dove nel frattempo Cal si è messo all'opera per curare la ferita dello sceriffo. Leggendo il diario di Wakefield, Abby scopre che sua madre aveva avuto un figlio dal serial killer, ma non riesce a trovare alcun indizio riguardo alla sua identità.
Dopo aver lasciato Cal e Chloe a guardia dello sceriffo, gli ospiti ritornano al Candlewick, dove la situazione ha raggiunto un punto critico. Quando Shane rinfaccia ad Abby di essere la possibile figlia di Wakefield e il vero motivo nascosto dietro agli omicidi, scoppia una rissa fra lui e Henry, durante la quale Beth scompare. Nella sua stanza, Shea trova la carta dei tarocchi che Madison aveva sottratto a Karena Fox qualche giorno prima, e si convince di poter trovare delle risposte dalla medium. Gli ospiti si dividono per cercare nuovamente Madison e s'imbattono in una serie di cunicoli sotterranei dell'hotel di cui nemmeno Maggie era a conoscenza. In uno di questi cunicoli, Danny e Sully trovano il cadavere di Beth, fatta a pezzi dall'assassino. Abby, nel frattempo, separata da Henry e Jimmy a causa di una trappola, raggiunge una stanza sotterranea nella quale trova Madison, sana e salva.
Rimasto solo all'hotel, Shane mette Katherine in imbarazzo con delle domande inopportune riguardo al suo ruolo nella famiglia Wellington. Dopo che Katherine si è ritirata in camera sua, Shane scopre che il suo pick-up è scomparso. È stata Trish a prenderlo per raggiungere Shea. Mentre le due donne si stanno dirigendo verso la casa di Karena, Shea vede una mano sbucare da un tombino in mezzo alla strada: è la mano di Madison, che assieme ad Abby è riuscita ad arrampicarsi lungo il condotto e a raggiungere la superficie. Le due vengono tratte in salvo e il gruppo fa ritorno al Candlewick.
Rimasti soli, Cal e Chloe si concedono un momento di intimità, ma si addormentano subito dopo. Al loro risveglio, scoprono che lo sceriffo è scomparso. Mentre il sole sta sorgendo, Henry e gli altri ragazzi fanno ritorno dai sotterranei e vedono arrivare le ragazze assieme a Madison. Maggie chiede a Madison chi sia il suo rapitore e dove l'avesse portata, ma la bambina, stranamente impaurita, non risponde. Shane raggiunge Katherine per darle la buona notizia, ma trova la donna morta sul divano. Mentre stanno rientrando nell'hotel, Madison rivela ad Abby che è stato lo sceriffo a rapirla.
VITTIME: Beth Barrington, Katherine Wellington

Seep: Lo scorrere del sangue di Katherine Wellington sul divano.

## Snap
- Titolo originale: Snap
- Diretto da: Steve Boyum
- Scritto da: Christine Roum

### Trama
Shane mostra a Henry il cadavere di Katherine e gli dice di averlo trovato ancora caldo, segno che l'assassino non ha avuto il tempo di allontanarsi dall'hotel. Avendo ritrovato Madison, il gruppo decide di lasciare l'isola immediatamente con la barca di Jimmy. Nel frattempo, i due poliziotti chiamati dallo sceriffo raggiungono l'isola per prelevare J.D. ma, mentre stanno scendendo dall'elicottero, una persona in divisa da sceriffo spara ad entrambi.
Abby e Henry si recano all'ambulatorio per avvisare Cal e Chloe della partenza, e scoprono che lo sceriffo è scomparso. Abby crede che possa essersi nascosto in casa, e Trish e Henry si offrono di accompagnarla. Jimmy e Shane raggiungono il molo e si apprestano a far partire la barca. Mentre sta facendo rifornimento di carburante, Shane nota i cadaveri dei due poliziotti galleggiare nell'acqua, ma non fa in tempo ad avvertire Jimmy, che rimane coinvolto in un'esplosione che distrugge il molo. Subito dopo, il resto del gruppo (che stava per raggiungere la barca) viene preso di mira da una raffica di proiettili e decide di rintanarsi al Cannery, dove viene raggiunto da Maggie e da Nikki.
Shane racconta di aver trovato una bombola ad ossigeno vicino ai cadaveri, e Maggie spiega che anche sette anni prima Wakefield aveva distrutto il molo allo stesso modo. Intanto, Abby inizia ad avere dei dubbi su ciò che le ha detto Madison, in quanto la bambina risponde in modo sempre più confuso alle domande che le vengono fatte riguardo allo sceriffo. Inoltre, Shea si vede costretta a dire a Madison che suo padre è stato ucciso. Poco dopo, Maggie decide di lasciare il pub credendo di essere al sicuro in quanto abitante dell'isola e non legata in modo particolare a nessuno degli altri ospiti. La scelta si rivela un grave errore: poco dopo, viene ritrovata impiccata fuori da una finestra del Cannery.
Cal propone di recuperare la barca che lui e Chloe avevano utilizzato per un giro a vela qualche giorno prima e Sully si offre di andare con lui. Il gruppo prepara delle bombe incendiarie per distrarre l'assassino e coprire la loro fuga verso l'altra parte dell'isola, dov'è ormeggiata la barca. Il piano riesce, ma Cal viene ferito alla spalla da un proiettile, e Sully deve curarlo il prima possibile. Dopo la fuga dei due ragazzi, un'automobile della polizia si avvicina al Cannery e scarica un corpo davanti alla porta: è Jimmy, sopravvissuto all'esplosione. Il ragazzo, privo di sensi, ha in mano la chiave della stanza di Abby al Candlewick, e tutti credono che si tratti di un messaggio dello sceriffo. La ragazza decide di recarsi all'hotel da sola, nella speranza di convincere suo padre a fermarsi.
Rimasta sola con Trish, Madison confessa di aver mentito: non era stato lo sceriffo a rapirla, bensì il suo "nuovo amico", ossia John Wakefield. L'assassino aveva obbligato Madison a mentire dicendole che, altrimenti, sua madre sarebbe scomparsa come suo padre. Quando Abby entra nella sua stanza, trova suo padre in piedi davanti alla finestra. L'uomo le confessa che Wakefield è ancora vivo e che ha fatto un patto con lui: la sua vita in cambio di quella di Jimmy. Prima che Abby possa avvicinarsi, una trappola scatta e lo sceriffo viene trascinato con una corda attraverso la finestra. Abby scende nel cortile dell'hotel e trova il corpo senza vita di suo padre impiccato. Inorridita da quella visione, non si accorge che Wakefield è arrivato alle sue spalle. Il killer le strappa il fucile di mano e le dice: "Sei identica a tua madre."
VITTIME: Agente Riggens, Agente Coulter, Maggie Krell, Sceriffo Charlie Mills

Snap: Lo scatto della corda che aziona la trappola che uccide lo sceriffo Mills.

## Splash
- Titolo originale: Splash
- Diretto da: Rick Bota
- Scritto da: Dan Shotz

### Trama
Abby si trova faccia a faccia con Wakefield, ma l'arrivo di Henry e Danny mette in fuga il serial killer prima che possa farle del male. Nel frattempo, Sully è riuscito a medicare la ferita di Cal e i due hanno raggiunto il molo, solo per scoprire che la barca è scomparsa. Nel frattempo, al Cannery, Nikki sta medicando Jimmy, che non ha ancora ripreso conoscenza. Improvvisamente, Wakefield irrompe nel locale. Nikki e Shane vengono uccisi nel tentativo di coprire la fuga dei presenti. Chloe, Trish, Shea e Madison riescono a fuggire, ma Jimmy viene lasciato indietro. Le ragazze riescono a nascondersi nella casa dello sceriffo e si barricano in soffitta. Madison inizia a frugare fra le cartelle dello sceriffo e racconta di non essere stata maltrattata dall'assassino mentre era con lui. Chloe cerca di spiegarle che gli psicopatici come Wakefield sono abili ad ingannare gli altri, ma viene interrotta da Shea, che non vuole che sua figlia abbia ancora a che fare con il serial killer. Proibisce dunque a Madison di rovistare fra il materiale su John Wakefield. Improvvisamente, dalla chiesa giungono i rintocchi della campana. Convinti che possa essere una richiesta d'aiuto, gli ospiti sparpagliati per l'isola decidono di raggiungere la chiesa. Solo Shea e Madison rimangono nello scantinato.
Una volta entrati in chiesa, gli ospiti scoprono che non c'è nessuno al suo interno. Chloe scopre il cadavere del Vicesceriffo Lillis e pochi istanti dopo scompare misteriosamente. Quando arrivano Sully e Cal, gli ospiti si accorgono della scomparsa della ragazza, mentre Jimmy, che sembra essersi appena ripreso dal trauma, si riunisce al gruppo. I sospetti convergono sul ragazzo, poiché il killer l'ha lasciato miracolosamente inerme. Nonostante ciò, il gruppo è costretto a dividersi nuovamente per cercare Chloe. La ragazza è stata rinchiusa da Wakefield in un canale di scolo vicino ad un ponte sospeso. Alla domanda sul perché le stia facendo tutto questo, l'assassino le risponde che una volta una donna molto simile a lei gli fece rischiare la vita. Durante le ricerche, la tensione aumenta: Danny e Sully hanno una momentanea crisi d'ansia, Abby si mostra sempre più risoluta nel voler uccidere Wakefield, anche a costo di mettere a repentaglio la sicurezza degli altri ospiti, e il comportamento di Jimmy si fa sempre più sospetto. Rovistando fra altri documenti dello sceriffo, Madison scopre un dossier nel quale lo sceriffo collega Jimmy ad alcuni omicidi commessi a Seattle. Nel frattempo, Jimmy e Trish sono rimasti soli, chiusi in un'auto nel bosco. Mentre la ragazza sta dormendo, il ragazzo le sottrae il fucile.
Cal riesce finalmente a trovare Chloe e a liberarla. Dopo averla tratta in salvo, le chiede di sposarlo e lui accetta. Purtroppo, i due si trovano faccia a faccia con il killer, che li intrappola sul ponte. Cal affronta Wakefield per permettere a Chloe di mettersi in salvo, ma prima che la ragazza ci riesca, l'assassino lo uccide e getta il corpo nell'acqua sottostante. In bilico sulla recinzione, Chloe si ritrova faccia a faccia con il serial killer e preferisce togliersi la vita. Dopo aver sbeffeggiato Wakefield dicendogli "Non mi avrai mai", si lascia cadere nel fiume, raggiungendo il corpo di Cal. Henry e Abby arrivano troppo tardi e Wakefield se ne va. Intanto, Shea, secondo quanto le ha detto Madison, trova nei fascicoli su Wakefield un articolo su Jimmy con una sua foto.
VITTIME: Nikki Bolton, Shane Pierce, Vicesceriffo Lillis, Cal Vandeusen, Chloe Carter (suicidio)

Splash: La caduta di Cal Vandeusen e Chloe Carter nel fiume.

## Gasp
- Titolo originale: Gasp
- Diretto da: Seith Mann
- Scritto da: Christine Roum e Robert Levine

### Trama
Grazie ad una trappola tesa da Danny e Sully, Wakefield viene catturato e chiuso in cella alla stazione di polizia. Abby lo interroga per scoprire chi sia il suo eventuale complice e perché abbia ricominciato ad uccidere. Wakefield dice di aver sempre agito per vendetta nei confronti della madre di Abby, che aveva abbandonato il figlio avuto con lui. Nel frattempo, Jimmy raggiunge la stazione per chiedere al resto del gruppo, in quanto Trish è caduta dalla scogliera mentre stavano controllando il mare in cerca di un'imbarcazione. Abby, Henry e Sully lo seguono ma, una volta raggiunta la scogliera, i due ragazzi minacciano di sparagli, convinti che Jimmy sia il complice dell'assassino e che abbia ucciso Trish. In realtà, la ragazza sta bene e si ricongiunge al gruppo poco dopo, confermando la versione di Jimmy. I cinque riescono a far funzionare una radiotrasmittente in un magazzino e si mettono in contatto con la guardia costiera, che comunica l'arrivo di un'imbarcazione entro quattro ore.
Intanto, alla stazione, Madison spiega che il killer aveva sicuramente un complice, il quale le aveva portato da mangiare mentre Wakefield la teneva sequestrata. Shea e Danny si convincono che si tratti di Jimmy. Mentre stanno discutendo, Wakefield riesce a liberarsi grazie ad una chiave che gli era stata passata dal complice e aggredisce i tre presenti. Danny lo affronta, permettendo a Shea e a Madison di scappare, e viene ucciso.
Trish e Henry stanno facendo i bagagli nel loro bungalow quando sentono dei rumori sospetti all'esterno. Henry esce per controllare, e pochi minuti dopo Wakefield sfonda la porta d'ingresso. Trish riesce a scappare nel bosco, dove trova Henry. Il ragazzo le spiega tranquillamente di essere lui il complice del killer e uccide Trish accoltellandola. Subito dopo arriva Wakefield, e dopo che lo vide, Henry lo chiama "papà".
VITTIME: Danny Brooks, Trish Wellington

Gasp: L'ultimo respiro di Trish Wellington dopo essere stata pugnalata.

## Sigh
- Titolo originale: Sigh
- Diretto da: Sanford Bookstaver
- Scritto da: Jeffrey Bell

### Trama
L'episodio inizia con un flashback sull'infanzia di Henry e Abby. Mentre i due bambini stanno giocando sulla spiaggia durante l'ultimo giorno delle vacanze estive, Henry dice a Abby di non voler tornare a casa e Abby gli sussurra qualcosa all'orecchio.
Shea e Madison raggiungono la baracca in cui si è nascosto Sully e lo mettono al corrente sulla fuga di Wakefield. Il ragazzo riesce a recuperare una piccola imbarcazione e aiuta Shea e Madison a lasciare l'isola. Dopodiché avvisa la guardia costiera della loro fuga proprio mentre Henry entra nella baracca chiedendogli di aiutarlo a cercare Trish. Si tratta in realtà di una trappola: dopo averlo portato nel bosco, Henry confessa a Sully di essere il secondo assassino dell'isola, di essere il figlio di Wakefield, di essere stato lui, insieme al padre, a uccidere tutte le persone dell'isola, e successivamente lo uccide.
Con uno sparo, Wakefield attrae l'attenzione di Abby e Jimmy, che si uniscono a Henry nella ricerca di Trish. I tre ritrovano il corpo sull'altare della chiesa e, pochi istanti dopo, Jimmy viene aggredito da Wakefield. Durante la colluttazione, un incendio divampa nella chiesa e Abby riesce a scappare, seguita da Henry. Nel bosco, la ragazza viene raggiunta da Henry e da Wakefield. Il ragazzo uccide il serial killer invece che Abby, ma la ragazza si rende conto che è proprio Henry il complice. Prima che possa scappare, però Henry la colpisce e le fa perdere i sensi.
Nel frattempo, Shea e Madison sono state tratte in salvo dalla guardia costiera. Un agente spiega a Shea che, durante la perlustrazione dell'isola, fra le macerie della chiesa sono stati ritrovati vari corpi, fra cui Wakefield, Jimmy, Abby e Henry. È dunque probabile che lei e sua figlia siano le uniche sopravvissute.
In realtà, Abby ed Henry sono ancora vivi: il ragazzo l'ha portata nella sua vecchia casa, e ora pianifica di passare il resto della sua vita con lei, completamente soli sull'isola, in quanto tutti li credono morti. Questo è stato il motivo per cui ha deciso di organizzare il finto matrimonio con Trish nell'isola. A causa della fuga di Shea e Madison, tuttavia, la polizia sa che Wakefield aveva un complice, così Henry ha imprigionato Jimmy (dato che anche lui è ancora vivo) col proposito di fargli firmare una confessione. Jimmy accetta, a patto di poter vedere Abby un'ultima volta. Quando si trovano faccia a faccia, la ragazza lo bacia e nel farlo gli passa un frammento metallico con cui prima aveva cercato di scassinare la porta della casa. Quindi riesce a colpire Henry e a fuggire. Il ragazzo la insegue fino alla scogliera e, all'ennesimo rifiuto da parte di Abby, le si avventa contro, ma viene fermato da Jimmy, che nel frattempo era riuscito a liberarsi. I due ragazzi cadono dalla scogliera: mentre Abby è china su Jimmy, che ha perso i sensi, Henry le si avventa contro, ma la ragazza lo colpisce con l'arma che aveva gettato dalla scogliera poco prima. Dopo la morte di Henry, Abby e Jimmy vengono tratti in salvo.
Al termine dell'episodio vengono mostrate alcune riprese fatte prima della partenza del battello: in ordine (dopo una breve introduzione da parte di Trish) Sully, Danny, Malcolm, Booth, Chloe, Cal e Abby fanno le loro congratulazioni ai futuri sposi. L'ultima ripresa riguarda Henry: il ragazzo dice di non vedere l'ora di sposarsi con la donna che ama, ma si mantiene sempre ambiguo, non pronunciando mai né il nome di Trish né quello di Abby.
VITTIME: Christopher "Sully" Sullivan, John Wakefield, Henry Dunn

Sigh: L'ultimo respiro di Henry Dunn.